# Liodessus involucer
Liodessus involucer är en skalbaggsart som först beskrevs av Brinck 1948.  Liodessus involucer ingår i släktet Liodessus och familjen dykare. Inga underarter finns listade i Catalogue of Life.